# Mimi Kodheli
Mimi Kodheli (Tirana, 11 settembre 1964) è un'economista e politica albanese.
È stata la prima donna ad essere nominata Ministro della difesa dell'Albania nel primo governo di Edi Rama.

## Biografia
Kodheli è nata a Tirana l'11 settembre 1964.
Nel 1986 si è laureata in Finanza all'Università di Tirana. Nel 2000 ha conseguito un Master in Public Administration presso l'Università del Nebraska-Lincoln. Nel 2007 ha conseguito un dottorato di ricerca in Scienze Economiche presso l'Università degli Studi di Verona.
Parla fluentemente l'inglese e l'italiano e conosce il francese e lo spagnolo.

## Carriera
Kodheli è entrata in politica nel 2002 quando è stata nominata vicesindaco di Tirana. Nel 2005 è stata nominata prefetto della prefettura di Tirana. Dal 2007 è membro della Presidenza del Partito Socialista d'Albania. Dal 2013 è il capo del Partito socialista per la regione di Lezha.
Dalle elezioni del 2009 Kodheli è membro dell'Assemblea di Albania per la prefettura di Kukës. Dal 2009 al 2013 è stata vicepresidente della Commissione Economia e Finanze. Dal 2017 Kodheli è presidente della Commissione per gli Affari Esteri.
Il 15 settembre 2013 Kodheli è stata nominata Ministro della Difesa nel primo governo di Edi Rama, sostituendo Arben Imami. In questo ruolo ha collaborato con il suo omologo croato Damir Krstičević per scrivere una lettera al segretario generale della NATO Jens Stoltenberg nel 2017, invitando la NATO a rivedere i piani per la sua missione di pace in Kosovo e sostenendo che la retorica nazionalista dei politici serbi minaccia di destabilizzare la regione segnata dalle guerre degli anni Novanta.

## Scandalo del plagio
Nell'ottobre 2018 molti personaggi pubblici e politici in Albania sono stati coinvolti in uno scandalo di plagio che ha coinvolto i loro master e tesi di dottorato. Il nome di Mimi Kodheli è stato uno dei tanti menzionati nello scandalo. La denuncia di casi di plagio è stata avviata da Taulant Muka, un giovane epidemiologo formatosi in Olanda, che ha intrapreso una crociata contro i "falsi" dottorati di ricerca tenuti da molti politici e funzionari governativi.
Questo scandalo ha suscitato, tra l'altro, proteste a livello nazionale da parte degli studenti delle università pubbliche, che hanno richiesto una verifica di tutti i titoli accademici posseduti da personalità pubbliche, funzionari statali e politici.